# 楊震
楊 震（よう しん、54年 - 124年）は、後漢前期の政治家。字は伯起。本貫は弘農郡華陰県。子は楊牧・楊里・楊秉・楊譲・楊奉。孫は楊賜・楊敷（楊奉の子）。曾孫は楊琦・楊彪・楊衆（楊敷の子）。玄孫は楊亮（楊琦の子）・楊修。『後漢書』に伝がある。城西の夕陽亭に至り、酖を飲んで卒した。

## 概要

### 出生
先祖は前漢初期の赤泉侯楊喜。高祖父は安平侯楊敞（司馬遷の娘の夫、昭帝のときの丞相）。父は銜環の故事で有名な楊宝である。楊震は「四世太尉、徳業相継」の第一代に当たる人物。

### 生涯
父の楊宝は戦乱を避けて学問にいそしみ、光武帝から仕官を勧められたが断り、隠棲したまま亡くなった。
楊震は、幼くして太常の桓郁から欧陽尚書を学び、経に明るかったことから関西の孔子と賞賛された。
州郡からの誘いを断り続け、仕官せずに農耕をして暮らし、母に孝養を尽くし、弟子からの手伝いも拒絶した。
後に50歳になって初めて州郡に仕えた。大将軍の鄧騭は楊震の評判を聞き、茂才に推挙した。楊震は4度官職を移り、荊州刺史・東萊太守までになった。東萊の任地に赴くとき、荊州刺史時代に茂才に挙げた人物から金品をひそかに送られたが拒絶した。また、東萊太守から涿郡太守に転職となったときも清廉な姿勢を貫いた。
元初4年（117年）に中央に召喚されて太僕となり、のちに太常になった。儒者の人材が不足しがちであったが、陳留の名士の楊倫らを推挙し、博士の質を一新させた。
永寧元年（120年）には司徒となった。永寧2年（121年）、長く臨朝してきた太后の鄧綏が死去し、鄧氏一族が粛清され安帝の親政が開始されるようになると、安帝の側近たちが勝手に振舞うようになった。あるとき、安帝の乳母の王聖の娘の伯栄が宮中で不正を働いていたため、楊震は安帝に君側の奸を除くよう勧めた。安帝は楊震の上奏を側近達に見せたため、楊震は恐れ恨まれるようになった。
伯栄が劉氏の皇族と結婚しますます増長するようになると、楊震は再び上奏しこれを牽制した。安帝はこれを黙殺した。
延光2年（123年）、楊震は太尉となった。大鴻臚の耿宝（劉慶の正妻の耿姫の兄）は楊震に対し、中常侍の李閏の兄を任用するよう楊震に勧めたが、楊震は拒絶した。耿宝は楊震を説得しようとしたが、楊震は正論を吐いて堂々と拒絶したため、耿宝の恨みを買うこととなった。また、閻皇后の兄である執金吾の閻顕も縁者の抜擢を楊震に申し入れたが、同様に楊震に拒絶された。司空の劉授がこの話を聞き、すぐさま李閏の兄と閻顕の縁者を任用したため、ますます楊震は恨まれることとなった。
安帝は王聖母のために屋敷を造営し、また、取り巻きの宦官である中常侍の樊豊・江京・李閏・劉安・陳達と侍中の周広・謝渾が朝廷・宮中を暗躍するなど、安帝の側近たちの勢いはますます盛んであった。楊震はたびたび強い調子で安帝を諌めたため、安帝も楊震に不興を禁じえない心境となった。樊豊らも楊震を危険視したが、名儒であったため手を下せずにいた。
ちょうど、河間の趙騰という人物が世情の乱れを憂いて安帝に諫言し、獄に下されるという事件が起きた。楊震はこれを救うため上疎したが、
安帝には聞き入れられず、趙騰は処刑された。
延光3年（124年）、安帝が東に巡狩に出た留守中に、樊豊らは詔勅を偽造して屋敷を大増築した。これを楊震の掾の高舒が見咎めて、安帝の帰還を待って樊豊らを弾劾しようとした。樊豊らは恐れおののき、鄧氏に取り立てられた過去まで持ち出して楊震を讒言し、安帝は楊震を太尉から免職とした。
楊震は閉門蟄居していたが、樊豊らは大将軍の耿宝に働きかけ、楊震をさらに讒言させた。安帝は楊震に本籍の郡に戻るよう詔を出した。楊震は洛陽城内の西面にある夕陽亭で毒を仰いで「わが事は尽きた!」と叫んで、無念の自決を遂げた。享年71。
弘農太守の移良は樊豊らの意を受けて、楊震の葬儀を停止させ、棺を放置させた。さらに楊震の息子たちを庶民に落とした。
後に順帝が即位すると、樊豊・江京・李閏・劉安・陳達と周広・謝渾らは誅殺されて、楊震の弟子の虞放・陳翼の働きで楊震の名誉は回復され、改葬を許され、息子たちも官職を与えられた。改葬の直前、墓に大鳥が現れたという。

## 子孫
名門の政治家に生まれた楊震は、『後漢書』では「自震至彪、四世太尉（震より彪に至るまで、四世が太尉）」の一文で紹介されている。これは楊震、楊秉（楊震の三男で嫡子）、臨晋侯の楊賜、楊彪と子孫四代に亘って宰相に任じられたことを示し、一般には「四世三公」とも称された。楊牧や楊奉の子孫も後漢朝に仕え史書に名を残している。
子孫は魏では冷遇されたが、西晋以降、北朝の諸王朝で隋、唐に至るまで高官を輩出した。
なお、『隋書』によると隋を創立した楊堅は楊震を祖と称している。ただし、谷川道雄は「隋の帝室楊氏は、漢代以来の名族として名高い弘農郡の楊氏の出身と称するが、真偽のほどはさだかでない。確実な記録では、祖先は北魏時代、長城北辺の武川鎮で国境防衛にあたっていた軍人の家柄で、その通婚関係からみて、非漢民族の血を多く交えているらしい」と述べている。

## 名言
以前楊震によって昇進した王密という者が楊震にお礼をしようと、夜中に黄金を持ってきたが、楊震は「天知る、地知る、我知る、汝知る」（資治通鑑）、（後漢書では「天知る、神知る、我知る、汝知る」となっている）の四知を述べて、それを断った。二人だけの秘密といっても、すでに天が知り、地が知り、自分が知り、相手が知っているの意。『小学読本』『小学勧懲叢談』『現今児童重宝記 : 開化実益』『普通小学修身談』『修身説話』『小学修身用書』『修身要話 : 幼稚園・小学校』『修身軌範』など、明治期の日本では道徳のひとつとして子供によく教えられた。